# Conversão interna
Conversão interna é um processo de decaimento radioativo em que um núcleo atómico excitado interage eletromagneticamente com um dos eletrões que orbitam o átomo, o que faz com que o eletrão seja emitido, ou ejetado, do átomo.